# Веркольское сельское поселение
Ве́ркольское се́льское поселе́ние или муниципальное образование «Веркольское» — муниципальное образование со статусом сельского поселения в Пинежском муниципальном районе Архангельской области России.
Соответствует административно-территориальной единице в Пинежском районе — Веркольскому сельсовету.
Административный центр — деревня Веркола.

## География
Веркольское сельское поселение находится в центральной части Пинежского муниципального района.

## История
Муниципальное образование было образовано в 2006 году

## Население
| 2005 | 2010 | 2011 | 2012 | 2013 | 2014 | 2015 | 2016 | 2017 |
| ---- | ---- | ---- | ---- | ---- | ---- | ---- | ---- | ---- |
| 548  | ↘441 | ↘440 | ↘419 | ↘392 | ↘365 | ↘359 | ↘339 | ↗349 |
| 2018 | 2019 | 2020 | 2021 | 2023 |      |      |      |      |
| ↘348 | ↘341 | ↘335 | ↗377 | ↘359 |      |      |      |      |

## Состав сельского поселения
| № | Населённый пункт | Тип населённого пункта          | Население |
| - | ---------------- | ------------------------------- | --------- |
| 1 | Веркола          | деревня, административный центр | ↗446      |
| 2 | Летопала         | деревня                         | ↗34       |
| 3 | Лосево           | посёлок                         | ↗36       |
| 4 | Новый Путь       | посёлок                         | ↘12       |
| 5 | Смутово          | деревня                         | →0        |

## Археология
У деревни Веркола на левом берегу Пинеги находится средневековый могильник, состоящий из двух групп погребальных сооружений. В одном из сооружений северной группы у западной стенки сруба, рубленного «в обло», обнаружено погребение женщины по обряду трупоположения. По инвентарю погребение датируется XI веком.